# Mierzyn (Karlino)
Mierzyn (deutsch Alt Marrin) ist ein Dorf in der Woiwodschaft Westpommern in Polen. Das Dorf gehört zur Gmina Karlino (Stadt- und Landgemeinde Körlin) im Powiat Białogardzki (Belgarder Kreis).

## Geographische Lage
Das Dorf liegt in Hinterpommern, etwa 115 km nordöstlich von Stettin und etwa 22 km südöstlich von Kolberg.
Die nächsten Nachbarorte sind im Nordwesten Skoczów (Schötzow), im Norden Wyganowo (Kuhhagen), im Osten Ubysławice (Rüwolsdorf), im Süden Mierzynek (Neu Marrin)  und im Südwesten Syrkowice (Zürkow).

## Geschichte

### Mittelalter und Fühe Neuzeit
Eine Vorgängersiedlung namens „Zmogozewic“ ist in einer Urkunde aus dem Jahre 1227 überliefert. Damals bestätigten Herzog Barnim I. von Pommern und seine Mutter Herzogin Miroslawa das von der Herzogin Anastasia gegründete Kloster Marienbusch und schenkten ihm mehrere Dörfer, darunter das im Land Kolberg gelegene Zmogozewic. Später ist dieses Dorf nicht mehr genannt.

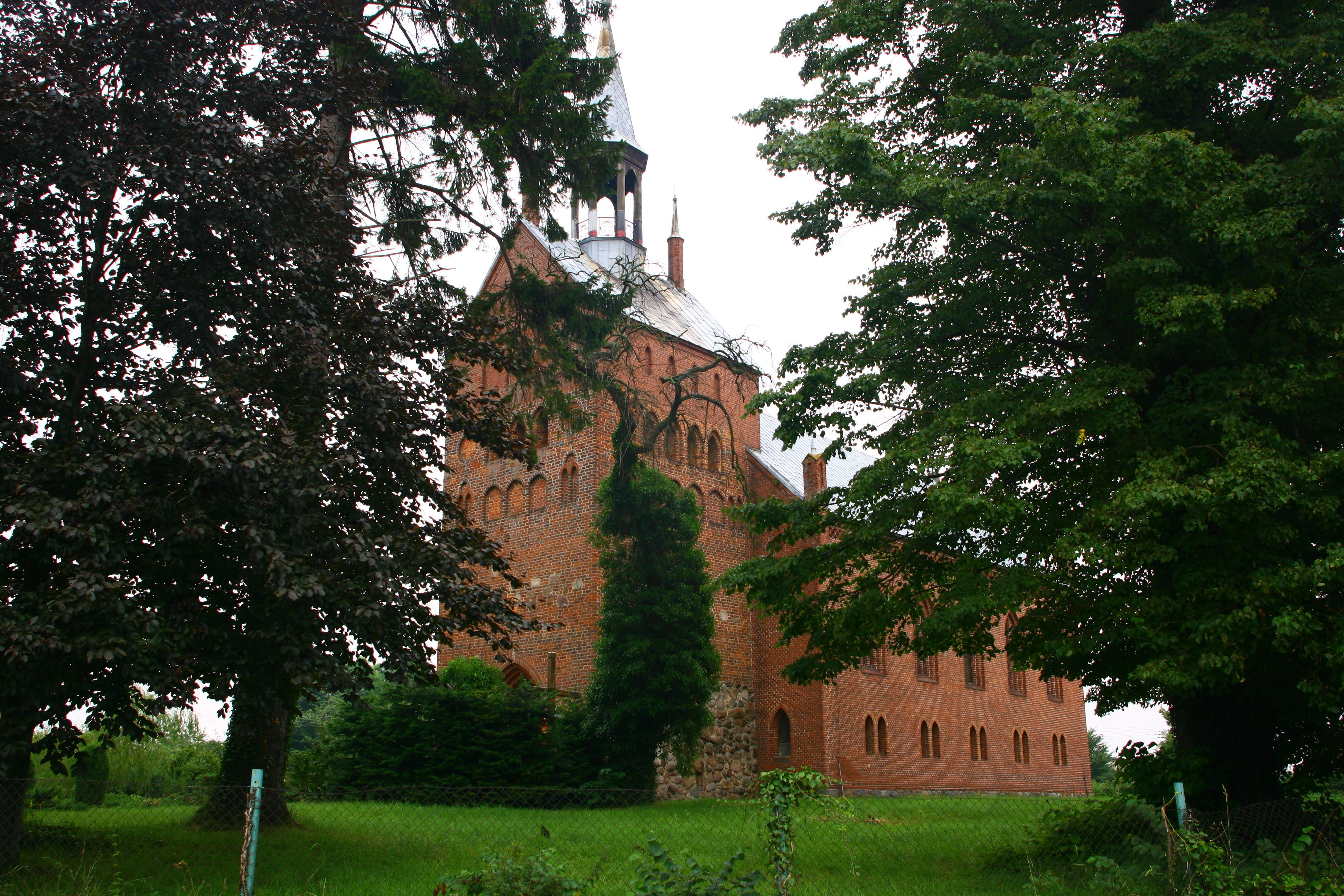
Kirche von Alt Marrin (Aufnahme von 2010)

Das Dorf Marrin wurde im Mittelalter im Herzogtum Pommern wohl in der Form eines Angerdorfes angelegt. Es wurde erstmals 1263 als „Merrin“ genannt, als hier eine Urkunde zur Gründung der Pfarrei im nahegelegenen Fritzow ausgestellt wurde. Die Kirche in Marrin ist erstmals 1278 erwähnt. Damals übertrug der Bischof von Cammin, Hermann von Gleichen, nach dem Tod des damaligen Pfarrers Hermann das Kirchenpatronat an das Nonnenkloster Kolberg. Im Jahre 1334 traf der Bischof von Cammin, Friedrich von Eickstedt, Bestimmungen nach dem Tod des damaligen Pfarrers Wulfhold.
Marrin war ein altes Lehen der pommerschen uradligen Familie Münchow. Es wurde als solches bereits 1432 genannt. Auf der Lubinschen Karte von 1618 ist das Dorf als „Marin“ eingetragen. Im 17. Jahrhundert war Marrin in drei Anteile geteilt, im 18. Jahrhundert in die beiden Anteile Marrin A und Marrin B. Zu Marrin gehörte Kuhhagen, wo im 17. oder 18. Jahrhundert die Bauernstellen beseitigt wurden, so dass es als Vorwerk von Alt Marrin bewirtschaftet wurde. Beide Anteile von Marrin wurden im 18. Jahrhundert von Angehörigen der Familie Münchow verkauft.
In der zweiten Hälfte des 18. Jahrhunderts konnte Johanna Regina Wißmann beide Anteile erwerben. Sie war die Tochter des Kolberger Kaufmanns Daniel Kakopp, in erster Ehe mit einem Heinrich von Braunschweig und in zweiter Ehe mit einem Justizrat Wißmann verheiratet. In den 1770er Jahren nahm sie unter König Friedrich dem Großen mithilfe von Fördermitteln („königliche Gnadengelder“) bedeutende Erweiterungen vor: 1774 legte sie etwa 2 km östlich von Marrin ein Vorwerk oder Hammelschäferei an und setzte bei dem Vorwerk in der Form eines zweizeiligen Straßendorfes zwei Kossäten und sechs Büdner an. Die neue Ansiedlung erhielt den Namen „Rivolsdorf“, später Rüwolsdorf geschrieben. Nach 1774 erweiterte sie Marrin selbst durch Ansetzen von sechs Büdnern und Kuhhagen durch Ansetzen von zwei Bauern, vier Kossäthen und zwei Büdnern.

### 19. und 20. Jahrhundert
1802 erwarben zwei Bürgerliche, der Amtsrat Ernst Conrath und Joachim Friedrich Scheunemann, beide Anteile von Marrin; ab 1810 war Joachim Friedrich Scheunemann alleiniger Besitzer. Er ließ das Rittergut im Jahre 1820 allodifizieren. Für den Gutsanteil Marrin B legte er einen eigenen Gutsbetrieb etwa 1 ½ Kilometer südlich von Marrin an. Nach seinem Tode 1832 übernahm sein Sohn Ferdinand Scheunemann Marrin B, sein Sohn Anton Scheunemann Marrin A. Der neue Gutsbetrieb erhielt den Namen „Neu Marrin“, das bisherige Marrin wurde zur Unterscheidung in „Alt Marrin“ umbenannt.
Bei der Regulierung der gutsherrlichen und bäuerlichen Verhältnisse (siehe: Preußische Agrarverfassung) des Rittergutes Marrin wurden 1835 die Bauern aus Alt Marrin und aus dem zu Alt Marrin gehörenden Kuhhagen nach Rüwolsdorf umgesetzt. Damit war Alt Marrin zu einem reinen Gutsdorf geworden, demgegenüber Rüwolsdorf zu einem reinen Bauerndorf und Kuhhagen zu einem reinen Gutsvorwerk.
Mit der Bildung von politischen Gutsbezirken in Preußen bildete Alt Marrin einen eigenen Gutsbezirk, zu dem auch das Vorwerk Kuhhagen gehörte. Der Gutsbezirk Alt Marrin umfasste 1129 ha (Stand 1864) bis 1124 ha (Stand 1925). Mit der Auflösung der Gutsbezirke in Preußen wurde der Gutsbezirk Alt Marrin im Jahre 1929 in die Landgemeinde Rüwolsdorf eingegliedert, ebenso wie gleichzeitig der benachbarte Gutsbezirk Neu Marrin.
Letzter Besitzer des um 1939 nach dem letztmals amtlich publizierten Güter-Adressbuch Pommern etwa 1017 ha umfangreichen Rittergutes Alt Marrin war bis 1945 Erik Freiherr von Barnekow, deren Vorfahren bereits in dem Besitztum standen.
Bis 1945 gehörte Alt Marrin als Teil der Landgemeinde Rüwolsdorf zum Landkreis Kolberg-Körlin in der preußischen Provinz Pommern. 1945 kam Alt Marrin, wie ganz Hinterpommern, an Polen. Die Bevölkerung wurde vertrieben und durch Polen ersetzt. Der Ortsname wurde zu „Mierzyn“ polonisiert.
Das Gutshaus war ein schlossähnlicher Bau mit Balustrade im Mittelteil und weit vorstehenden breiten Seitenflügeln.
Das Dorf gehört heute zur Gmina Karlino (Stadt- und Landgemeinde Körlin), in der es ein eigenes Schulzenamt bildet, zu dem auch der Wohnplatz Wyganowo (Kuhhagen) gehört.

## Entwicklung der Einwohnerzahlen
- 1816: 159 Einwohner[6]
- 1855: 244 Einwohner[6]
- 1864: 282 Einwohner[6]
- 1895: 324 Einwohner[6]
- 1919: 379 Einwohner[6]
- 1925: 372 Einwohner[6]